# كرنب بحري (جنس)
الكَرَنْب البحري (باللاتينية: Crambe) جنس نباتي يتبع الفصيلة الكرنبية من رتبة الكرنبيات. يضم تسعة وثلاثين نوعا مقبولا وثلاثة أنواع لم يحسم أمرها بعد. موطن معظمها أوروبا والقوقاز وينمو كثير منها في الوطن العربي.

## من أنواعهالواطنةفي الوطن العربي
- الكرنب الإسباني (باللاتينية: Crambe hispanica) في المغرب العربي وقبرص وبعض مناطق جنوب أوروبا
- الكرنب الأمرد (باللاتينية: Crambe glaberrima) في بلاد الشام
- الكرنب البحري (باللاتينية: Crambe maritima) في بلاد الشام ومعظم مناطق أوروبا
- الكرنب الخيطي (باللاتينية: Crambe filiformis) في المغرب العربي إسبانيا
- الكرنب الكراليكي (باللاتينية: Crambe kralikii) في المغرب العربي
- الكرنب المشرقي (باللاتينية: Crambe orientalis) في بلاد الشام وتركيا وأرمينيا